# Morfine (film)

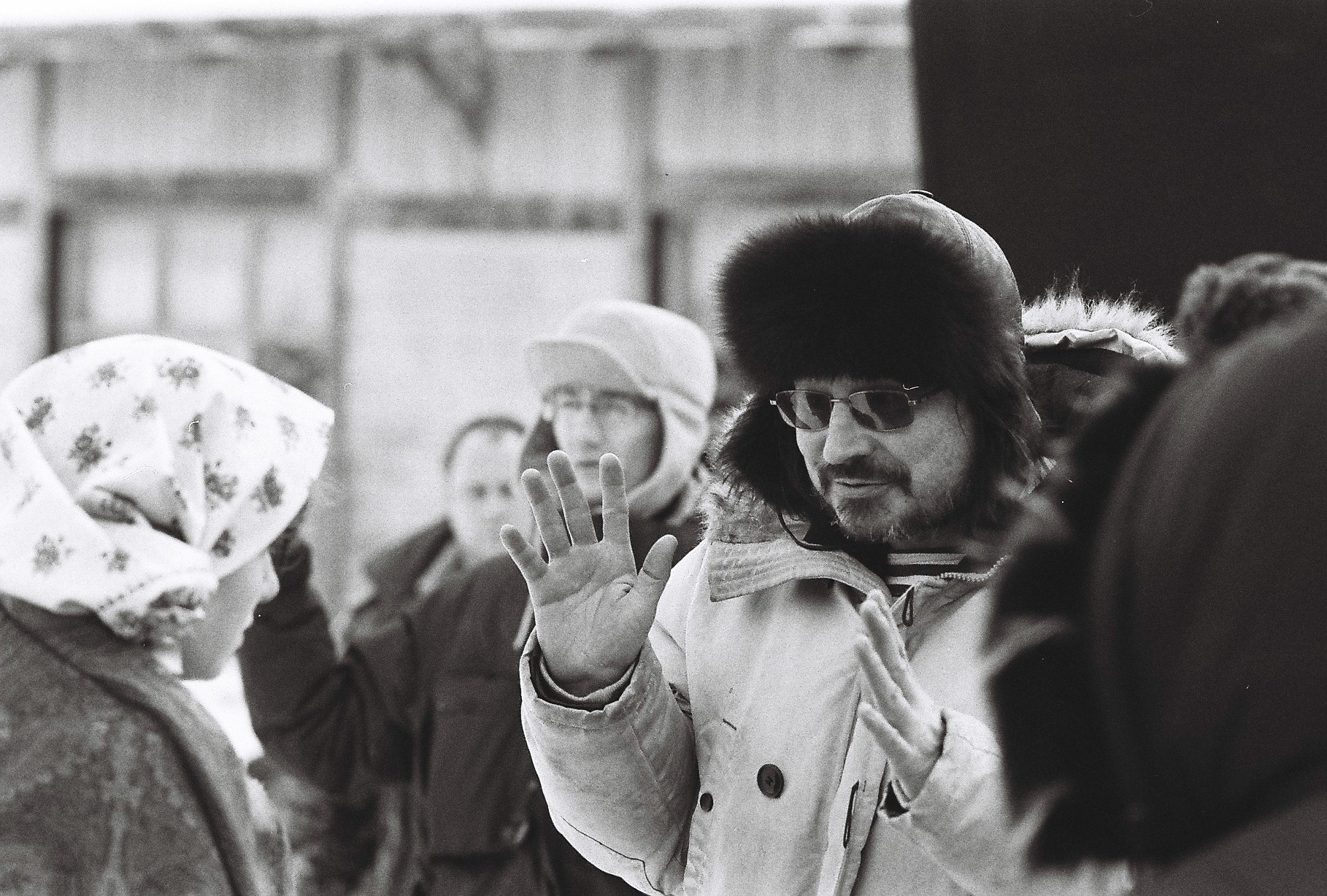
Regisseur Aleksej Balabanov op de set van Morfine

Morfine (Russisch: Морфий, Morfi) is een Russische film van regisseur Aleksej Balabanov, die op 27 november 2008 in Rusland in première ging.
De film is gebaseerd op de semi-autobiografische korte verhalen Aantekeningen van een jonge arts en Morfine van de Russische schrijver Michail Boelgakov.

## Verhaallijn
De film speelt zich af in het begin van de 20e eeuw, tijdens de Burgeroorlog tussen de zogenaamde Witte en Rode legers die Rusland teisteren. Een jonge Russische arts genaamd Michail Poljakov (Leonid Bitsjevin) komt aan in een klein ziekenhuis in een afgelegen dorp. Pas afgestudeerd aan de medische school en met weinig ervaring, wordt hij de enige arts in het landelijke district. Hij werkt hard en verdient het respect van zijn kleine staf (een paramedicus en twee verpleegkundigen).
Na een allergische reactie op een inenting tegen difterie laat hij zich morfine toedienen. Geleidelijk aan raakt hij verslaafd. Door deze verslaving zakt Poljakov steeds verder weg en, hoewel het zijn werk aanvankelijk niet lijkt te beïnvloeden, moet hij uiteindelijk toch in Moskou in een verslavingskliniek opgenomen worden. Daar geraakt hij in conflict met de revolutionaire communisten en dat betekent uiteindelijk zijn einde: opgejaagd door soldaten en waanzinnig lachend schiet Poljakov zich door zijn hoofd in een bioscoop.